# Dorset (Ohio)
Dorset é uma comunidade não incorporada no distrito central de Dorset, condado de Ashtabula, Ohio, Estados Unidos . Possui uma agência postal com o CEP 44032.  Encontra-se ao longo da State Route 193.
Dorset foi originalmente chamada de Millsford, e sob o último nome foi fundada em 1828. O nome atual é em homenagem a Dorset, Vermont, o lar nativo de um dos primeiros colonos.
John Brown Junior, filho de John Brown, o abolicionista, viveu em Dorset de aproximadamente 1855 a 1885.